# Astragalus ernestii
Astragalus ernestii es una especie de planta del género Astragalus, de la familia de las leguminosas, orden Fabales.

## Distribución
Astragalus ernestii se distribuye por China (Qinghai, Sichuan, Yunnan, Gansu) y Tibet.

## Taxonomía
Fue descrita científicamente por H. F. Comber. Fue publicado en Notes from the Royal Botanic Garden, Edinburgh 18: 230 (1934).
Sinonimia
- Astragalus wilsoni Rydb.
Astragalus xiaojinensis Y. C. Ho
Astragalus wilsonii N. D. Simpson
Astragalus pseudofrigideus Popov
Astragalus josephii E. Peter